# Departamento Rinconada
Das Departamento Rinconada ist eine von 16 Verwaltungseinheiten der Provinz Jujuy im Nordwesten Argentiniens. Rinconada grenzt im Norden an die Departamentos Santa Catalina und Yavi, im Osten an das Departamento Cochinoca, im Süden an das Departamento Susques und im Westen an Bolivien. Die Hauptstadt des Departamentos ist das gleichnamige Rinconada.

## Geografie
Auf dem Territorium des Departamentos befinden sich die Lagunas de Vilama oder Reserva Provincial Altoandina de la Chinchilla, eine Gruppe von kleinen Seen auf der argentinischen Puna. 

## Bevölkerung
Gemäß dem letzten Zensus hat das Departamento Rinconada 2298 Einwohner (INDEC, 2001). Nach Schätzungen des INDEC ist die Bevölkerung im Jahre 2005 auf 2430 Einwohner gestiegen.

## Städte und Gemeinden
Das Departamento Rinconada besteht aus folgenden Gemeinden und Siedlungen:
- Antiguyoc
- Barrealito
- Carahuasi
- Casa Colorada
- Ciénaga Grande
- Icacha
- Lagunillas
- Lagunillas del Farallón
- Liviara
- Loma Blanca
- Mina Ajedrez
- Mina Pan de Azúcar
- Mina Pirquitas
- Nazareno
- Orosmayo
- Pairique Chico
- Peñas Blancas
- Pirquitas
- Portezuelo
- Rinconada
- Rosario de Susques
- Rosario de Coyahuaima
- Ramallo
- San José
- Tiomayo
- Santa Ana

Koordinaten: 22° 24′ S, 66° 6′ W